# Сен-Сальви-де-Каркавес
Сен-Сальви́-де-Каркаве́с (фр. Saint-Salvi-de-Carcavès, окс. Sent Salvi de Carcavés) — коммуна во Франции, находится в регионе Юг — Пиренеи. Департамент — Тарн. Входит в состав кантона От-Тер-д’Ок. Округ коммуны — Кастр.
Код INSEE коммуны — 81268.

## География

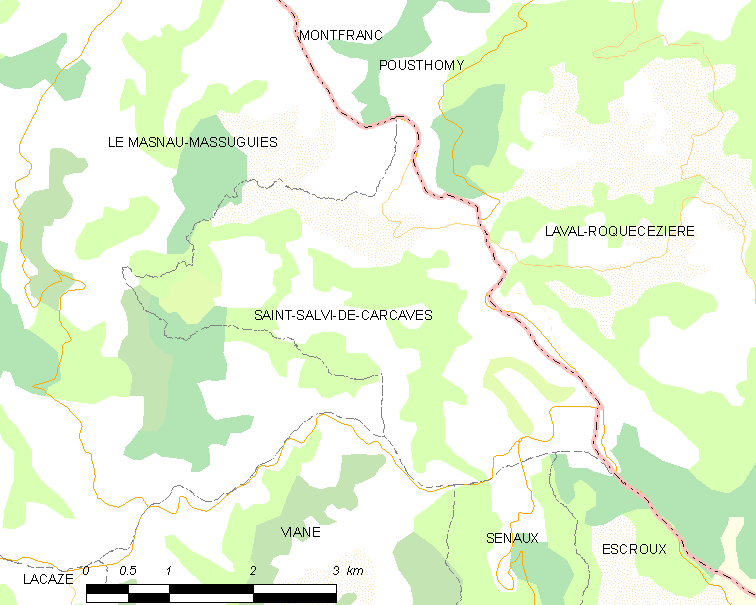
Карта коммуны

Коммуна расположена приблизительно в 570 км к югу от Парижа, в 100 км восточнее Тулузы, в 39 км к востоку от Альби.
На севере коммуны протекает река Даду.

## Климат
Климат умеренно-океанический. Зима мягкая и дождливая, лето жаркое с частыми грозами. Ветры довольно редки.

## Население
Население коммуны на 2010 год составляло 92 человека.
| 1962 | 1968 | 1975 | 1982 | 1990 | 1999 | 2010 |
| ---- | ---- | ---- | ---- | ---- | ---- | ---- |
| 152  | 121  | 111  | 103  | 102  | 101  | 92   |

## Администрация
| Период | Период | Фамилия         | Партия | Примечания |
| ------ | ------ | --------------- | ------ | ---------- |
| 1965   | 2001   | Робер Энжальбер |        |            |
| 2001   | 2008   | Эвелин Буке     |        |            |
| 2008   | 2014   | Эдмон Климезак  |        |            |
| 2014   | 2020   | Эвелин Буке     |        |            |

## Экономика
В 2007 году среди 54 человек в трудоспособном возрасте (15—64 лет) 33 были экономически активными, 21 — неактивными (показатель активности — 61,1 %, в 1999 году было 69,4 %). Из 33 активных работали 32 человека (17 мужчин и 15 женщин), безработным был 1 мужчина. Среди 21 неактивных 6 человек были учениками или студентами, 9 — пенсионерами, 6 были неактивными по другим причинам.